# Japán turizmusa

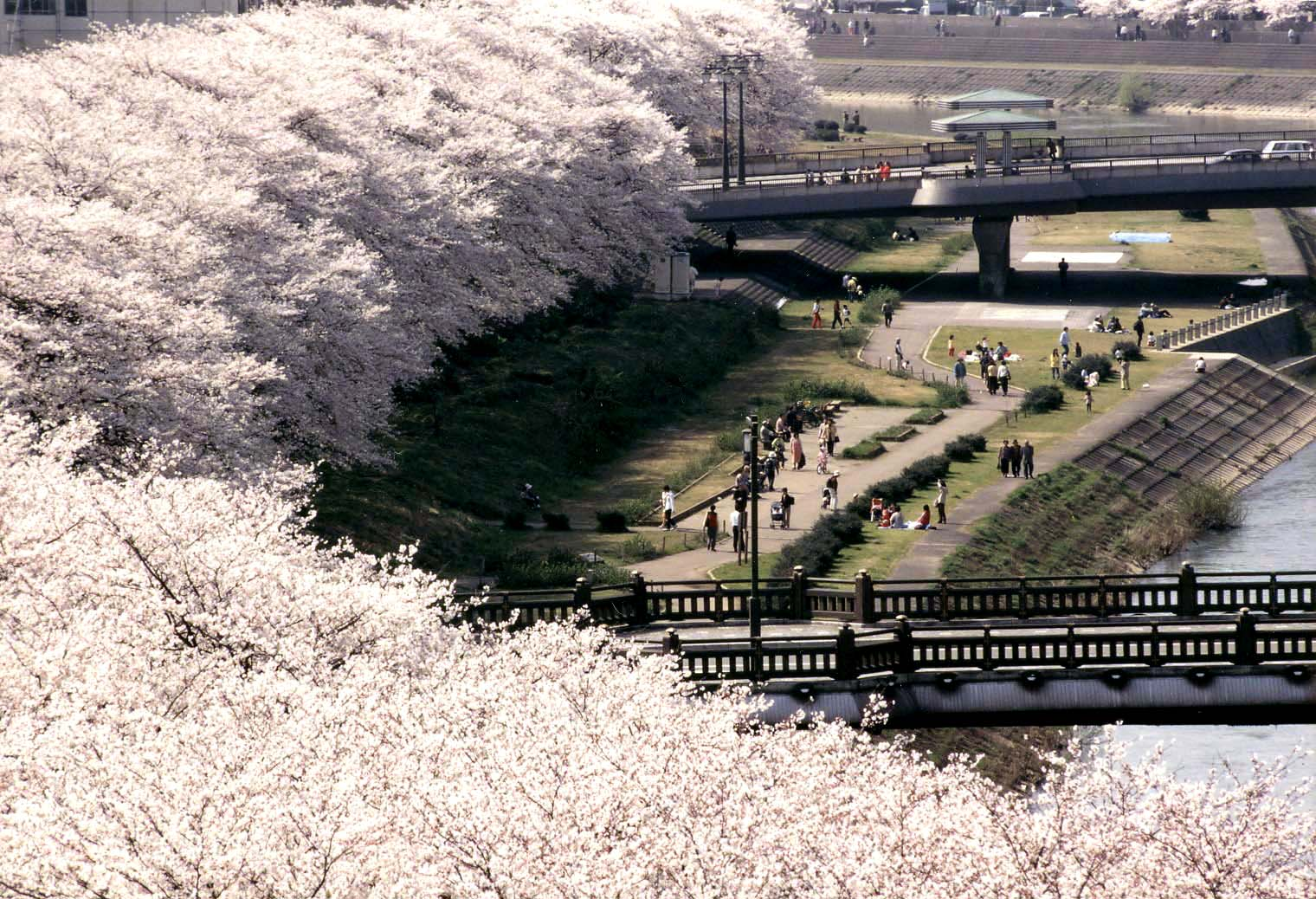
Cseresznyevirágzás idején

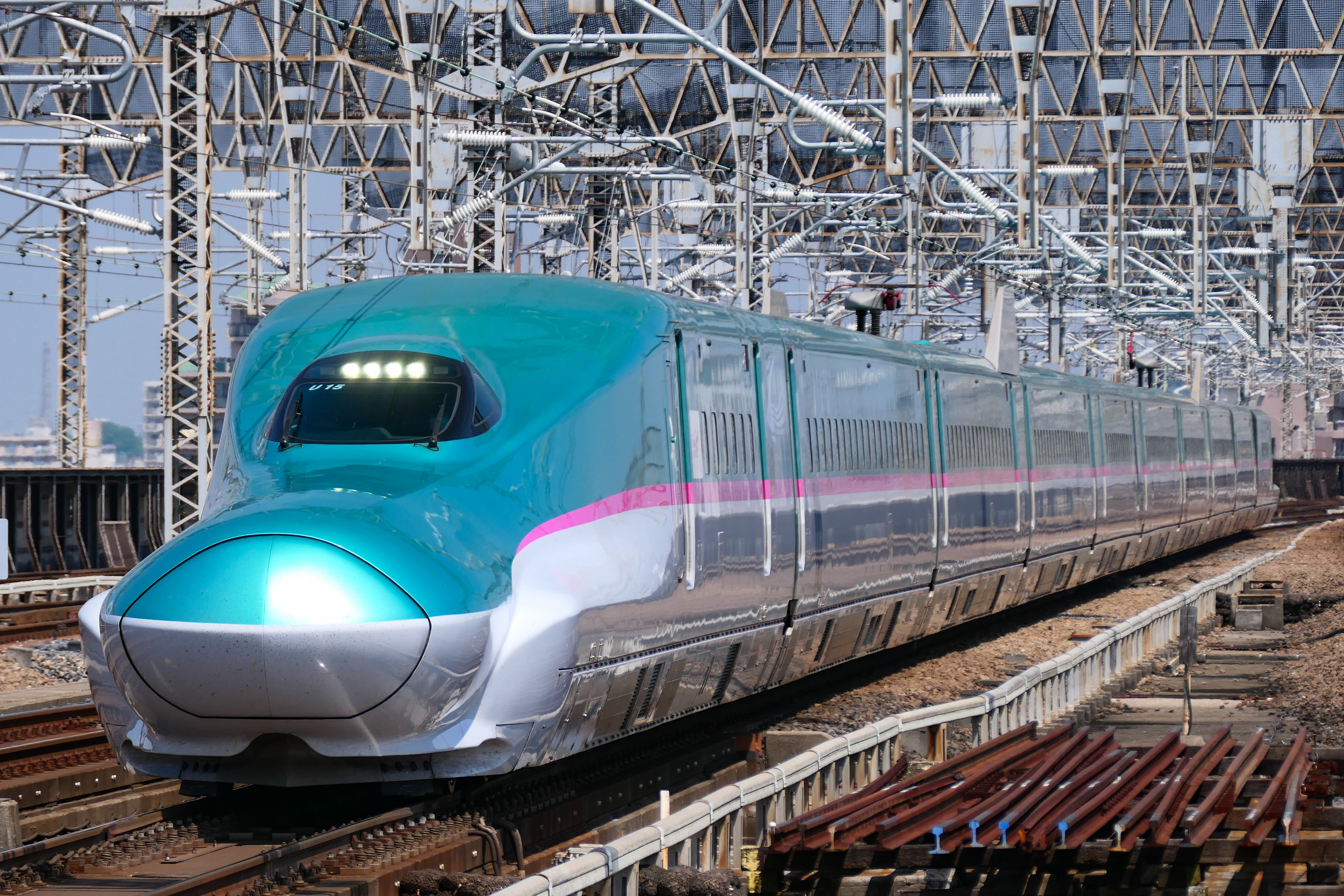
Japán nagysebességű vasúthálózata a Sinkanszen

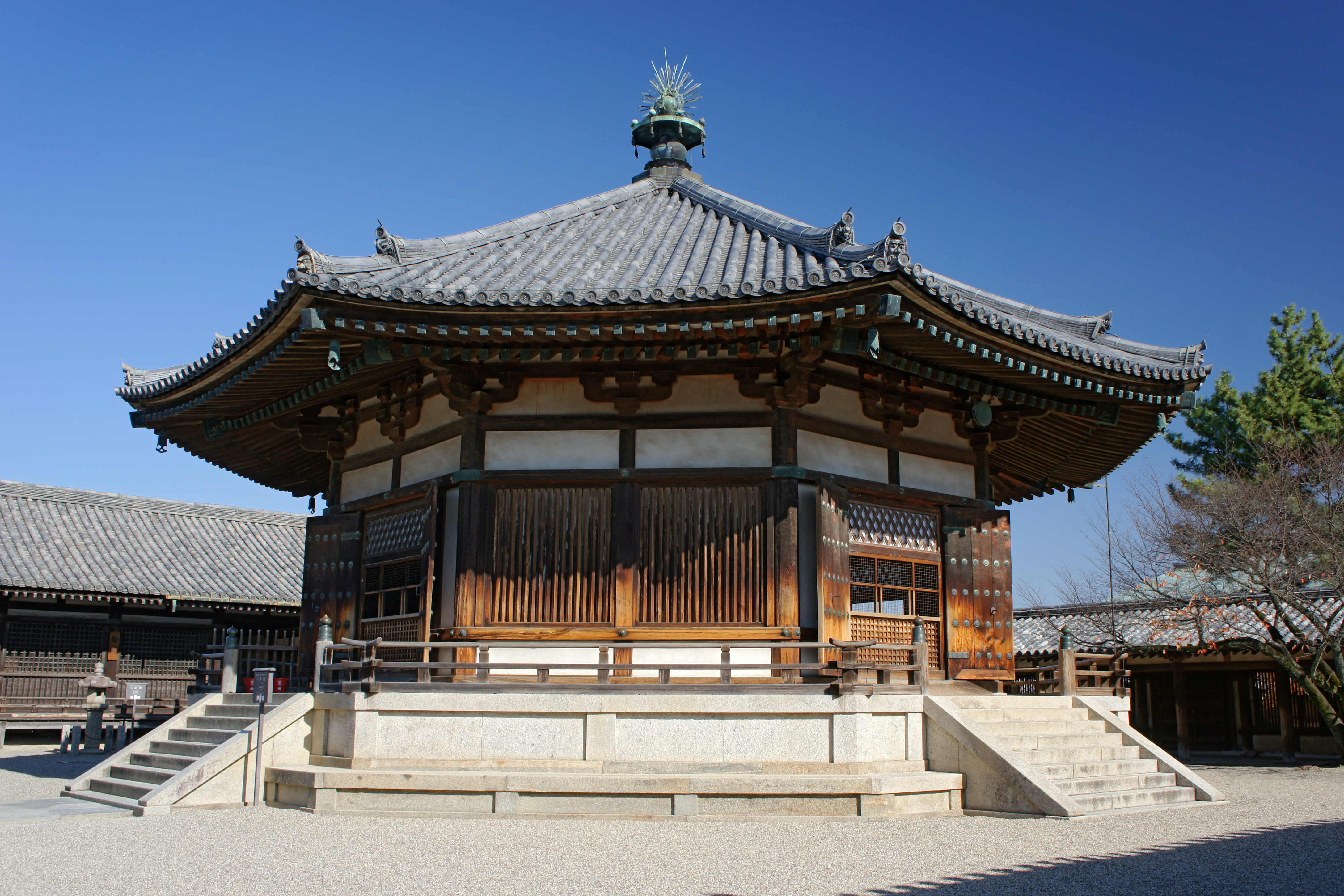
Buddhista templom kívülről

Japán turizmusa nem tartozik a legjelentősebbek  közé. Azonban kivételes természeti és épített látnivalókkal rendelkezik. Társadalmi és gazdasági háttere is a legszínvonalasabbak  közé tartozik. Szolgáltatásai magas árszínvonalúak.
Miközben felzárkózott a világ nagyhatalmai közé, ősi hagyományait, illetve annak legtöbb elemét megőrizte.

## Vonzerői
Az ország turizmusában együtt van a múlt, a jelen és a jövő. Fontos vonzerőt jelentenek a hagyományos kulturális értékek, a vallási értékek, (a sintoista és a buddhista valláshoz kötődő építmények), mellett a legmodernebb technikai nevezetességek (Sinkanszen nagysebességű vasúti rendszer, Szeikan-alagút). Az ország gazdasági jelentőségéből fakad az üzleti- és  konferenciaturizmusa. Az egészséges életmód miatt jelentős a sportturizmusa is. Az ország az eddig négy olimpiát, két nyárit (mindkettőt Tokióban), két télit (Szapporo és Nagano), valamint Dél-Koreával közösen egy labdarúgó VB-t rendezett.
Szinte az év minden napján, ünnepelnek valamilyen eseményt Japánban. Sok fesztivál, melyet a helyiek macurinak (祭り; Hepburn: matsuri) neveznek, sintó vagy buddhista eredetű, míg a hófesztiválokat és a tűzijátékokat inkább a helybeliek, mint a turisták számára szervezik. A sintó eredetű macurik során a japánok a kamikkal (istenekkel, szellemekkel) kommunikálnak, bőséges termésért, jó üzletért valamint boldog és virágzó közösségért fohászkodnak.

## Turisztikai körzetei
Japán területe tengeri szigeteken fekszik, ezért a turisztikai körzeteit szigetenként tekintjük át:

### Hokkaidó szigete
Ez  a legészakibb sziget. Turizmusa a természeti adottságokon alapul. Hegységek, tavak, vulkánok és nemzeti parkok alkotják. A trekking, az ökoturizmus és a síturizmus emelkedik ki. Központja: Szapporo. Ez a város volt a helyszíne az 1972-es téli olimpiának.

### Honsú szigete

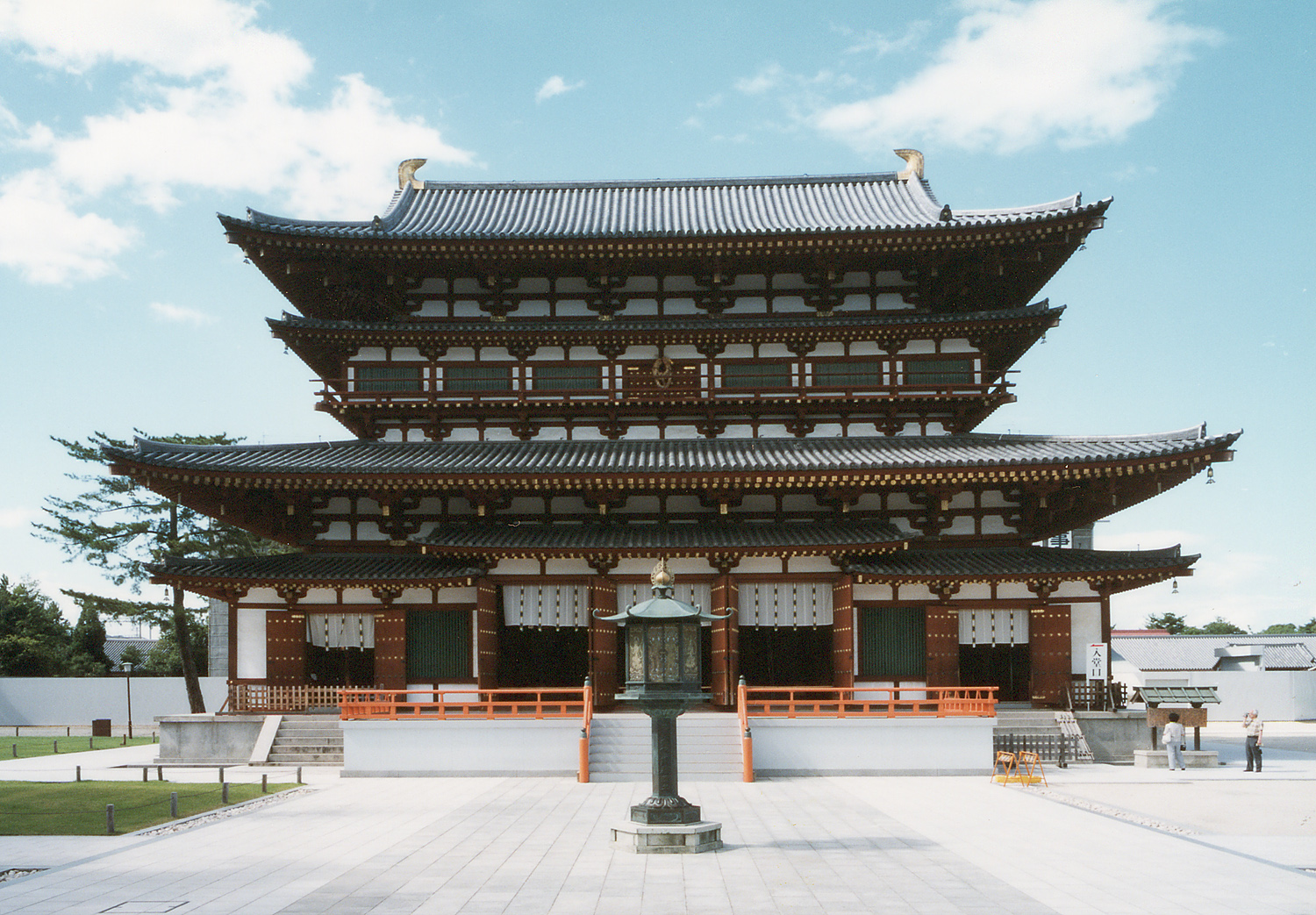
Az ősi Jakusidzsi buddhista templom Narában

Ez a legnagyobb sziget. A japán gazdaság fő helyszíne. A turizmusban is ez a sziget játssza a legfőbb szerepet.  Hokkaidó szigetével a világhíres, tenger alatti 53 km hosszú Szeikan-alagút köti össze. A sziget északi része a japán síturizmus alapvető bázisát adja. Vulkánjai közül híres a Bandai-szan. A Tovada-tó körül nemzeti parkot hoztak létre. Kiemelkedő idegenforgalmi körzet Nikko, amely a hasonló nevű nemzeti parkban van.
Honsú középső részén van, a legismertebb természeti nevezetesség, az ország szent hegye, a Fudzsi, az ország egyik jelképe. Többrétegű vulkán egymásra épüléséből jött létre. Évente a  zarándokok és a turisták százezrei látogatják. A Japán-Alpok a szigetvilág legmagasabb helyszíne az átlagosan 3000 méter magas hegycsúcsokkal és nemzeti parkokkal. Fő turisztikai központja: Nagano téli olimpiai város.

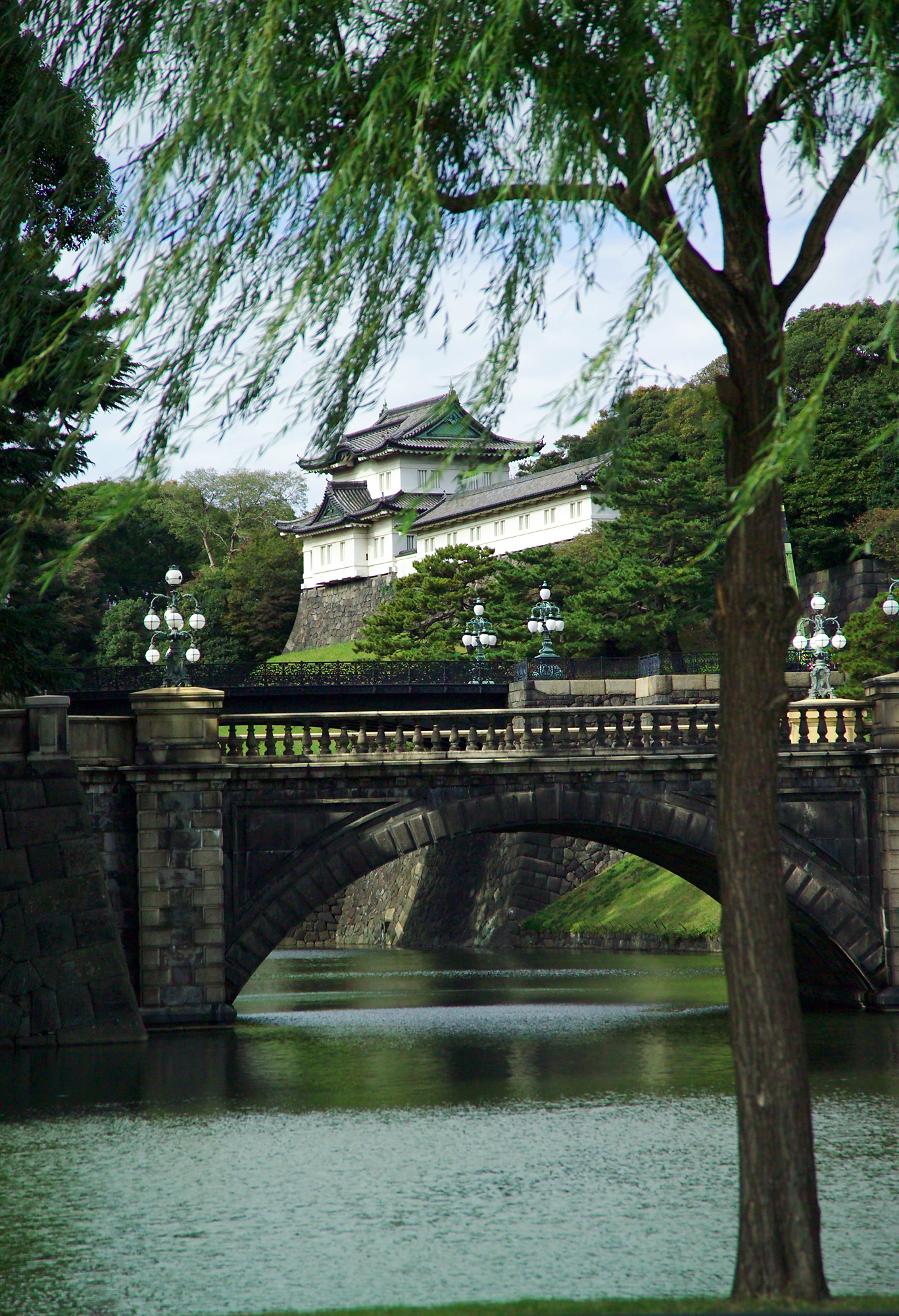
A Császári Palota
előtérben a Szeimon Isibasi híddal

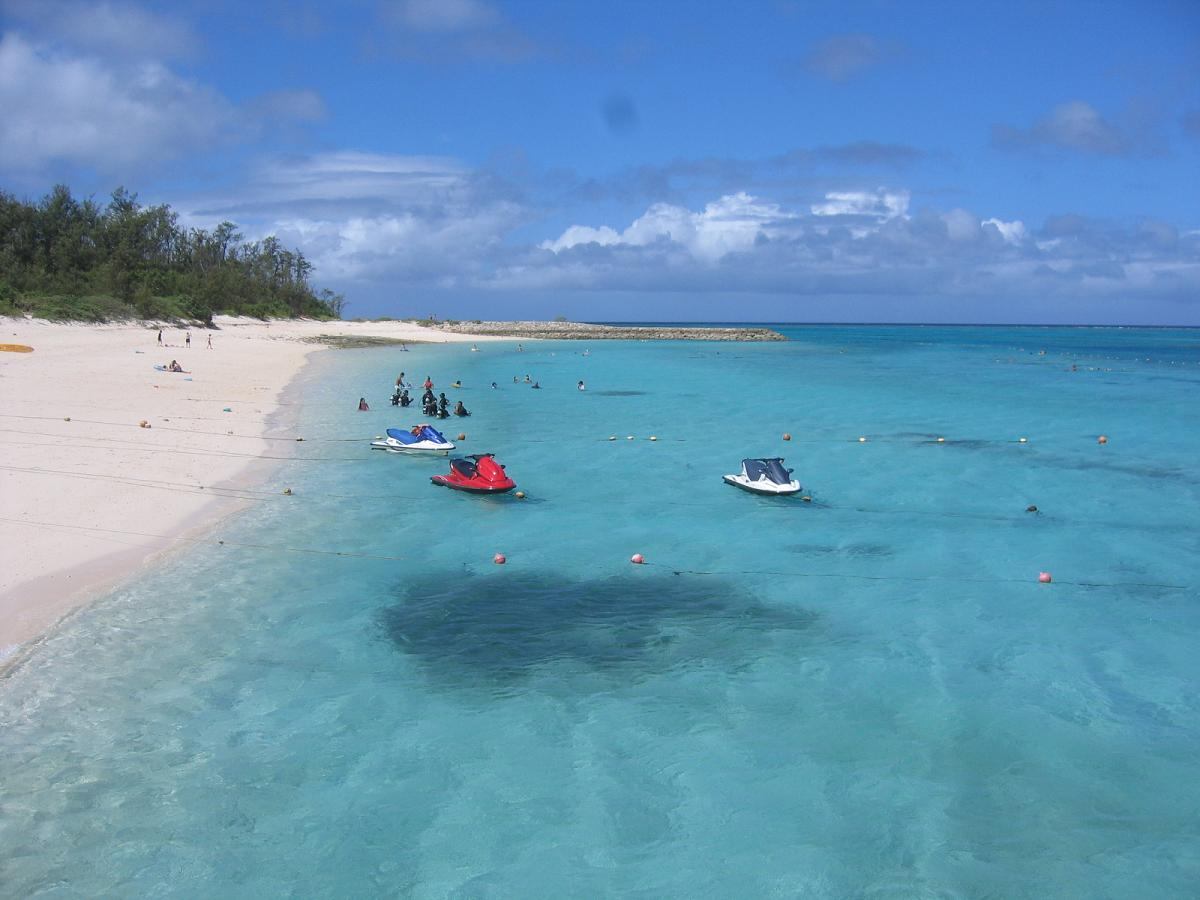
Okinawai tengerpart

Tokió a maga 12 milliós lakosságával a világ legdrágább fővárosa. Leghíresebb vonzerői:
- Meidzsi-dinasztia  építészeti emlékei,
- a tokiói Disneyland,
- üzleti és konferenciaturizmus,
- kulturális és sportrendezvények

Japán legismertebb kultúrtörténetei a sziget déli részén sorakoznak. Ezek többsége világörökség.
Kiotó japán uralkodók székhelye volt. Az ország vallási és kulturális központja volt 1000 éven keresztül. 255 szentélye, 1600 buddhista temploma van. Kertépítészete nagy hatást gyakorolt a világ tájépítészetére.
Nara  még régebbi központ volt. Itt található hatalmas faépülete, a Nagy Buddha Csarnok, ami a világ legnagyobb Buddha-szobrát rejti.
Horjudzsi 48 buddhista temploma a faanyagot használó építészet csúcspontja.  A Himedzsi-dzsó várkastély is a legnépszerűbb célpontok közé tartozik.
Hirosimában van az atombomba áldozatainak békeemlékműve, a világ legnagyobb kegyeleti helye.

### Kjúsú szigete
A szigeten vulkanikus tevékenység észlelhető. Ez a sziget az ország utóvulkáni tevékenységekben leggazdagabb szigete. Aktív vulkánok is találhatók itt.  Az Aso Nemzeti Park az ország leghíresebb és leglátogatottabb nemzeti parkja a szigetvilág legnagyobb, 25 km átmérőjű kalderájával.

### Sikoku szigete
Ezen a szigeten nincsenek aktív tűzhányók. Lepusztult vulkáni hegységek vonzótényezőt jelenthetnek.

### Rjúkjú szigetek
A Rjúkjú-szigetek szubtrópusi éghajlata és apró szigetei a tengerparti turizmus feltételeinek felelnek meg. Központja: Okinava

## Japán mint küldő ország

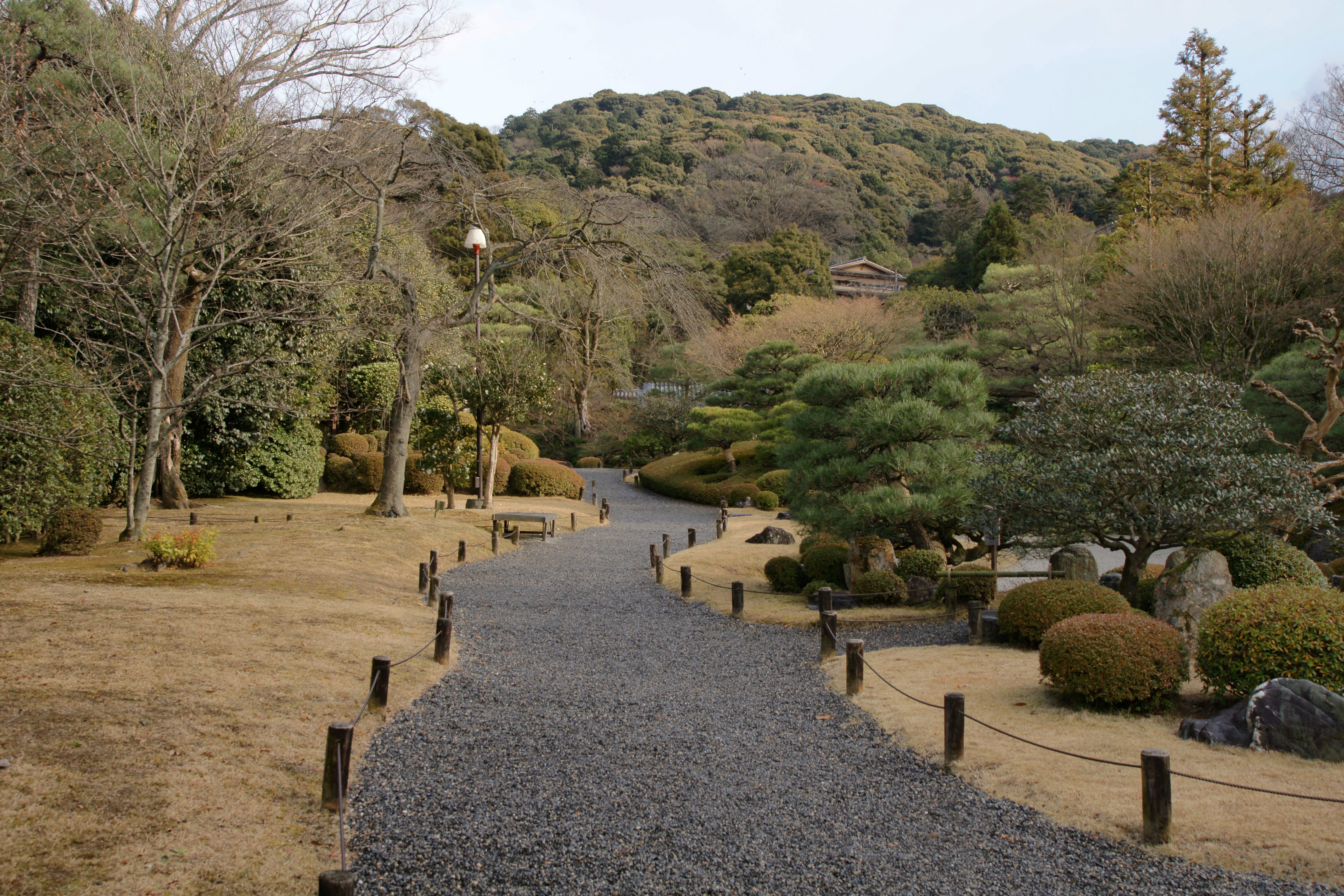
A japán kertépítés művészete

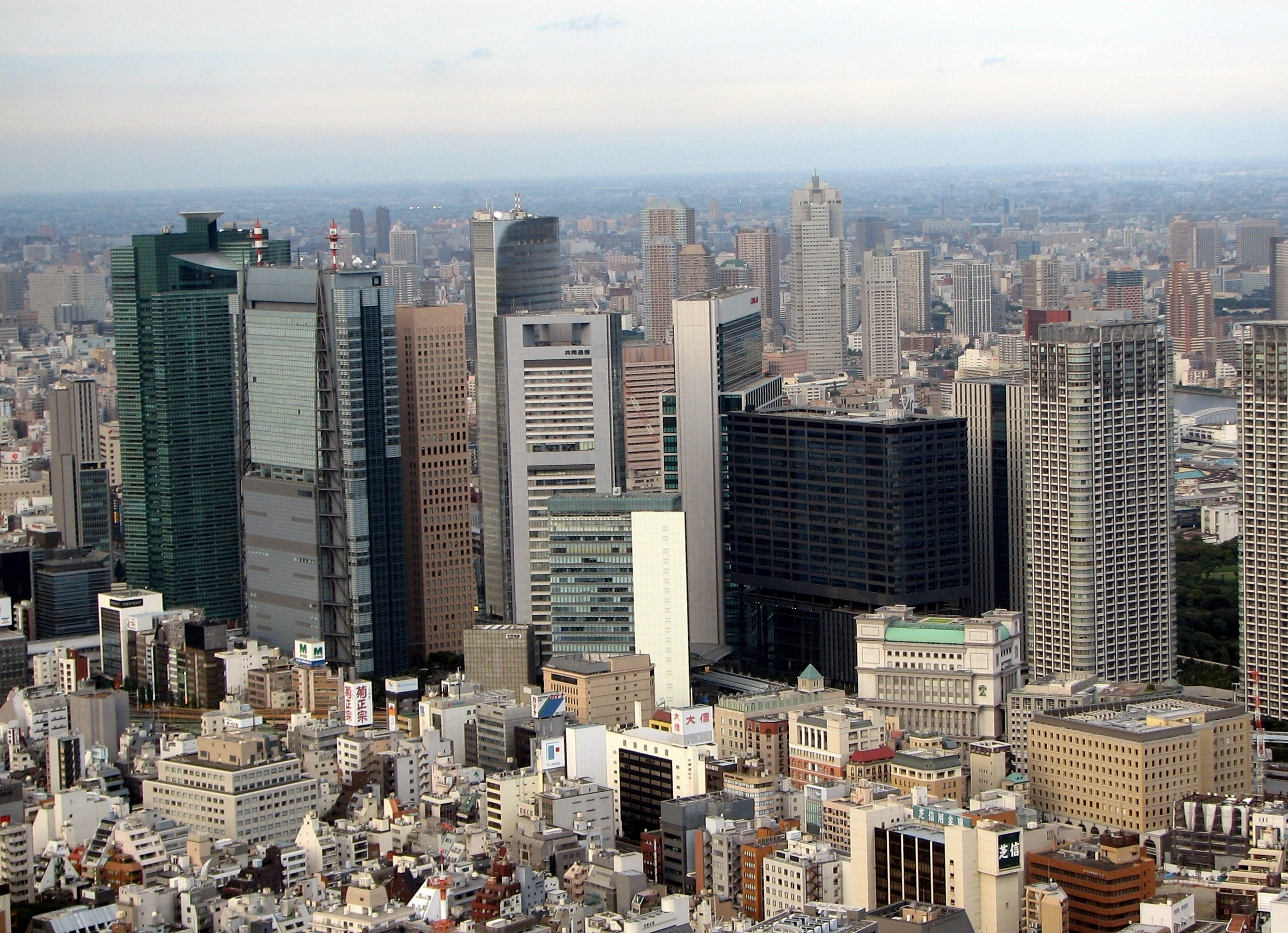
Siodome
Tokió egyik gazdasági negyede

Japán szerepe a nemzetközi turizmusban elsősorban a kiutazásban meghatározó. A turisták költései alapján a negyedik legnagyobb küldőpiacot jelenti a világon. Japánban alacsony az utazási intenzitás. A 128 millió lakosnak csak kis hányada utazik külföldre, bár ez várhatóan növekedni fog. Amiért a fogadó országokban a japán turistákat különös figyelem illeti meg az az, hogy a fajlagos költés tekintetében a legnagyobb küldő országok közül Japán rendelkezik a legnagyobb értékkel.
Japán földrajzi helyzetéből fakad, hogy a legnagyobb küldő országokkal összehasonlítva, lényegesen nagyobb a saját régión kívüli utazások aránya. Amíg a németek 90%-a Európán belül utazik, addig a japánok  több mint 50%-a elhagyja saját régióját, s Európába vagy Amerikába utaznak. A japánok első számú célországa az USA, a második Dél-Korea. A statisztika megtévesztő, mert az utazások 25%-a a Japánhoz közeli trópusi szigetekre irányul. A további kedvelt célországok: Kína, Thaiföld, Tajvan, Ausztrália. Az európai országok közül: Olaszország, Nagy-Britannia, Franciaország és Németország.